# Toyohira (Sapporo)
Toyohira o Toyohira-Ku (豊平区) és un dels deu districtes de la ciutat de Sapporo i antic municipi de la subprefectura d'Ishikari, Hokkaido, Japó.

## Política
L'Ajuntament de Sapporo té una branca a tots els districtes, i entre d'ells, el de Toyohira-ku. Si bé, aquesta branca municipal i l'estatus polític i administratiu del districte no es pot comparar al dels 23 districtes especials de Tòquio.
Aquesta branca de l'ajuntament de Sapporo presta als veïns del districte de Toyohira els mateixos serveis que el pròpi ajuntament, però sense la necessitat de desplaçar-se fins al centre (la seu central de l'ajuntament es troba al districte de Chūō.
A les eleccions municipals de 2019 els habitants del districte de Toyohira van triar els següents representants a la cambra municipal de Sapporo:
| Partit | Partit                           | Partit | Regidors |
| ------ | -------------------------------- | ------ | -------- |
|        | Partit Liberal Democràtic        | PLD    | 3 / 7    |
|        | Partit Democràtic Constitucional | PDC    | 2 / 7    |
|        | Partit Comunista del Japó        | PCJ    | 1 / 7    |
|        | Kōmeitō                          | KMT    | 1 / 7    |
|        | Escons vacants                   |        | 0 / 7    |

## Transports[calcitació]

### Ferrocarril
- JR Hokkaidō
  - Línia principal de Hakkodate: Hassamu - Hassamu-Chūō - Kotoni
  - Línia Sasshō: Hachiken
- Metro de Sapporo
  - Línia Tōzai: Miyanosawa - Hassamu-Minami - Kotoni - Nijūyon-Ken

### Carretera
- Autopista Sasson
- Carretera Nacional del Japó 5